# Topas
Topas – gmina w Hiszpanii, w prowincji Salamanka, w Kastylii i León, o powierzchni 112,3 km². W 2011 roku gmina liczyła 610 mieszkańców.